# H.I.S.
H.I.S.（日語：エイチ・アイ・エス），日本大型旅行社之一。由澤田秀雄於1980年創辦。總部位於日本東京都新宿區西新宿。HIS在日本有303家分支机构，在日本國外124个城市有185家分支机构。

## 外部連結
- HISグループ （页面存档备份，存于）（日語）